# 244-я стрелковая дивизия (1-го формирования)
244-я стрелковая дивизия (1-го формирования) — воинское соединение Вооружённых Сил СССР, принимавшее участие в начальный период Великой Отечественной войны.

## История формирования 244-й стрелковой дивизии
В соответствии с Приказом Ставки Главного командования от 29 июня 1941 года за № 00100 «О формировании стрелковых и механизированных дивизий из личного состава войск НКВД» на Лаврентия Берия была возложена ответственность за формирование 15 новых дивизий.
В конце июня — первой половине июля 1941 года Ставка Главного командования приняла решение из состава пограничных и других войск НКВД сформировать 15 стрелковых дивизий, из них 6 в самое короткое время.

В соответствии с этим решением в приказе наркома внутренних дел от 29 июня 1941 года значились следующие основные пункты:

«1. Руководство формированием возложить на моего заместителя генерал-лейтенанта тов. Масленникова.

2. При тов. Масленникове создать оперативную группу в составе пяти человек.

3. К формированию дивизий приступить немедленно.

4. На формирование указанных дивизий выделить из кадров войск НКВД по 1000 человек рядового и младшего начальствующего состава и по 500 чел. командно-начальствующего состава на каждую дивизию. На остальной состав дать заявки в Генеральный штаб Красной Армии на призыв из запаса всех категорий военнослужащих.

5. Сосредоточение кадров, выделяемых из войск НКВД, закончить к 17 июля с. г.» /ЦАПВ, ф. 19, оп. 8410, ед. хр. 2, л. 1,2/.
Стрелковые дивизии формировались НКВД СССР по уточненным штатам стрелковых дивизий общей численностью 12271 чел. (из письма заместителя наркома генерал-лейтенанта Масленикова И. И. от 8.7.41 г. № 18/1022 в адрес генерал-лейтенанта Соколовского заместителя начальника ГШ КА (ф.38652 оп.1 д.2 л.89).
Первые шесть формируемых дивизий предназначались Фронту резервных армий.
Согласно приказу НКВД СССР от 29.06.1941 года № 00837 командиром формируемой в городе Дмитрове 244-й стрелковой дивизии назначен начальник 42-го пограничного отряда ПВ НКВД Азербайджанской ССР в посёлке Гадрут полковник Щербаков Николай Тимофеевич.
244-я стрелковая дивизия формировалась в городе Дмитрове Московской области.

## Боевой путь 244-й стрелковой дивизии
Управление 31-й армии было сформировано 15 июля 1941 года в Московском военном округе. Задачей 31-й армии было создание оборонительного рубежа по линии Осташков — Селижарово — Ржев. С севера линия обороны граничила с линией 27-й армии, с юга — 49-я армия.
На 10 июля 1941 года 244-я стрелковая дивизия находилась в первоначальном боевом составе 31-й армии, включённой в группу армий резерва Ставки.
244-я стрелковая дивизия влилась в состав действующей армии 20 июля 1941 года.
Выступив маршем из города Дмитрова, к 24 июля 1941 года 244-я дивизия подходила в район Мончалово (западнее Ржева). Здесь дивизия заняла оборонительный рубеж, имея соседями справа 246-ю и слева 119-ю стрелковык дивизии.
25 июля 1941 года Фронт резервных армий был упразднён, его войска вошли в состав Западного и Резервного фронтов.
С образованием в конце июля Резервного фронта 244-я дивизия вместе с 31-й армией была включена в его состав.
30 июля 1941 года армию передают в состав Резервного фронта и смещают линию обороны на рубеж Осташков — Ельцы — Тишина.

### Духовщинская операция

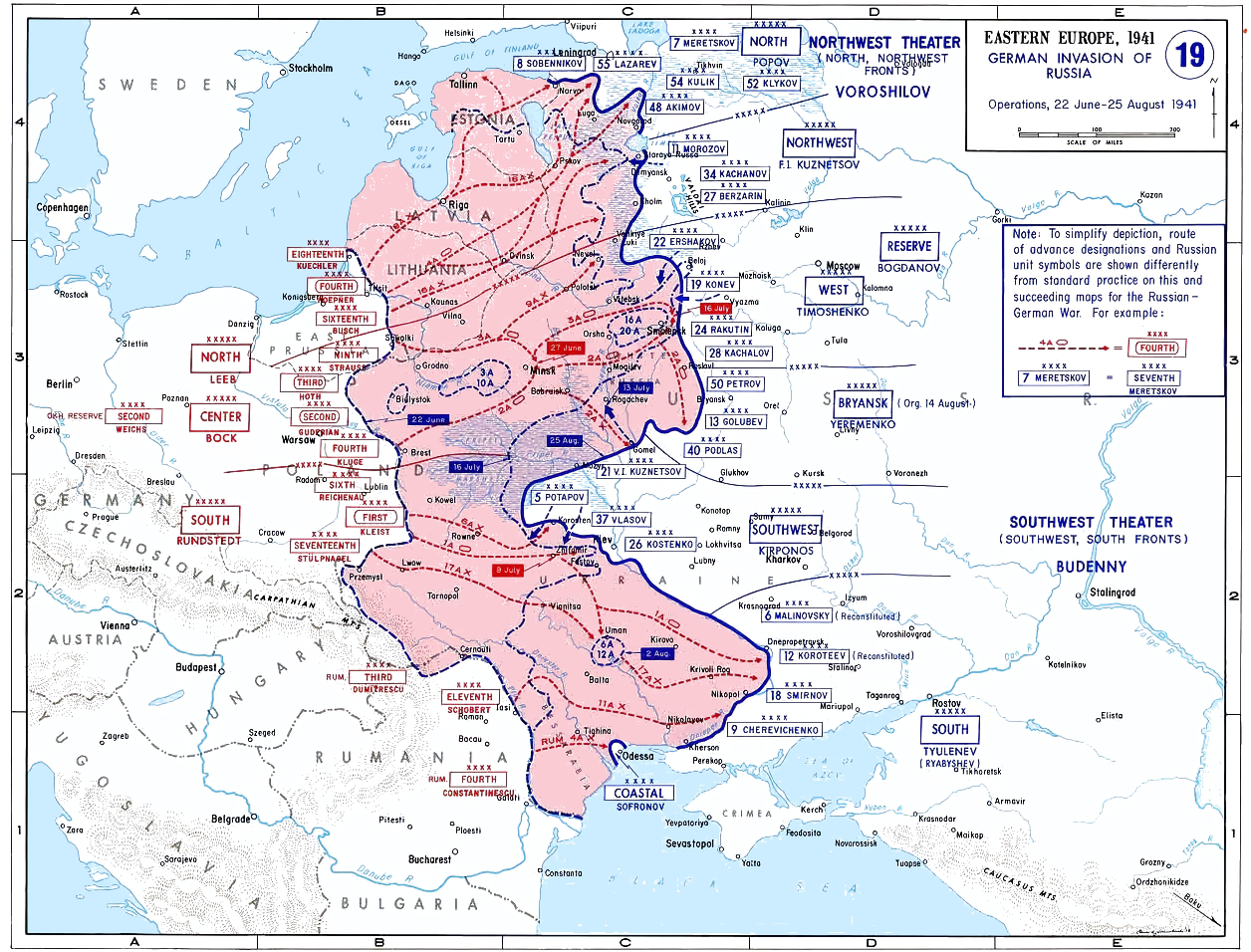
Июль-сентябрь 1941

Основной удар в Духовщинской наступательной операции советского Западного фронта наносили 19-я армия генерал-лейтенанта И. С. Конева (89-я, 91-я и 166-я стрелковые дивизии) и 30-я армия генерал-майора В. А. Хоменко (242-я, 250-я и 251-я стрелковые и 107-я танковая дивизии).
Севернее 29-я армия генерал-лейтенанта И. И. Масленникова наступала на Ильино, ещё севернее занимала оборону 22-я армия генерал-лейтенанта Ф. А. Ершакова.
Действовавшие южнее 16-я (генерал-лейтенант К. К. Рокоссовский) и 20-я (генерал-лейтенант М. Ф. Лукин) армии должны были активными действиями сковать силы противника в районе Ярцево и днепровских переправ.
В полосе советского наступления оборонялись два армейских корпуса 9-й армии (командующий армией — генерал-полковник А. Штраус; на время его болезни с 20-х чисел августа до 5 сентября обязанности командующего армией исполнял генерал-полковник Г. Гот):
- 8-й армейский корпус генерала артиллерии В. Гейтца (8-я, 28-я, 161-я пехотные дивизии)
- 5-й армейский корпус генерала пехоты Р. Руоффа (129-я, 106-я, 35-я и 5-я пехотные дивизии, 900-я бригада).

В резерве 9-й армии противника в районе Духовщины располагались 14-я моторизованная и 7-я танковая дивизии.
8 августа 1941 года после авиационной и артиллерийской подготовки соединения 19-й и 30-й армий перешли в наступление, но за несколько дней продвинулись всего на 8-10 км. Наступление приостановилось. Однако наступательные действия 19-й армии 11 августа способствовали выходу из окружения войск, участвовавших в наступлении на Смоленск в конце июля 1941 года, а также группы генерал-лейтенанта И. В. Болдина, отходившей от самого Гродно.
Впервые 244-я стрелковая дивизия в составе 30-й армии Западного фронта упоминается 16 августа 1941 года.

16 августа боевым распоряжением командующего войсками Западного фронта вносятся поправки в решение на наступление войск 30-й армии, уточняющие окончательную дату наступления и задачи стрелковым и танковой дивизиям, а также порядок ввода в бой второго эшелона армии — 107-й танковой дивизии и 45-й кавалерийской дивизии.
«Ваше решение в основном утверждаю со следующими поправками:
1. Направление развития успеха 251-й сд иметь на Звягино.
2. Танков в резерв не выводить, оставить в дивизиях, учитывая прибытие к утру 18.08 244-й СД в район СИМОНОВО. Эту дивизию, как резерв, вести уступом за правым флангом 251-й сд.
3. 162-й и 251-й сд и 107-й тд должны исходу 17.08 выйти рубеж Неклюдово, Ст. Село, захватив переправы на р. Вотря с задачей — с утра 18.08 пропустить на этом направлении 45 кд и 107 тд для действий согласно поставленной задаче.
4. Артподготовку начать в 9.00 17.08.».— 
18 августа 1941 года дивизия получила копию Боевого распоряжения штаба 30-й армии командиру 244-й стрелковой дивизии о подготовке дивизии к наступлению на духовщинском направлении (18 августа 1941 г.):

1. Ориентировка о противнике и действиях своих войск сообщена устно.
2. 244 сд, оставаясь в р-не сосредоточения Симоново, Холопово, Тарасово, Ново-Александровское, быть в готовности для действий в направлении Михайловщина, Фоменки, Неклюдова, Духовщина.
Одним сп сменить 120 мсп 107 тд на рубеже Жуково, Слобода, Наземенки, Карпово и наступать им, нанося удар правым флангом в направлении Б. Репино, Новоселки, Петрово Село, одновременно прикрывшись небольшими группами наблюдения на левом фланге.
Смену закончить к 4.00 19.8.
Границы для него: справа, с 251 сд (иск) Крапивня, (иск.) Бесхвостово, (иск.) Кречец, (иск.) Дорофеева;
слева, с 166 сд соседней армии — (иск.) Шуркино, (иск.) Марково, Бердино.
3. Дивизии вести разведку на стыке нашей армии с 166 сд
— 
Согласно Оперативной сводке штаба Западного фронта № 108 к 20 часам 19 августа 1941 года о боевых действиях войск фронта 244-я стрелковая дивизия главными силами находилась в районе Ново-Высокое, один стрелковый полк был расположен на участке Слобода, Торчилово. Конный эшелон дивизии ожидался прибытием в 18.00 19 августа 1941 года, подтверждения о прибытии в штаб Западного фронта не поступало..
23 августа 1941 года 29-я, 30-я и 19-я армии Западного фронта возобновили Духовщинскую операцию, при этом 19-я армия была усилена 244-й стрелковой и 45-й кавалерийской дивизиями.
Из-за удачного наступление 166 и 244сд на их стыке 26 августа была введена в прорыв 45кд в направлении Бердино (ранее планировалось её ввести на участке 50сд). Действия 45кд в тылу противника впрочем были неудачными и уже через два дня она вновь прорвалась обратно.
Однако вскоре наступление застопорилось.
28 августа маршал С. К. Тимошенко приказал 1 сентября возобновить наступление с целью овладения Смоленском.
1 сентября началось новое наступление советских войск Западного фронта:
- 30-я армия (250-я, 242-я, 251-я, 162-я и 134-я сд и 107-я тд) наносила главный удар на Демидов.
- 19-я армия (244-я, 166-я, 91-я, 89-я, 50-я и 64-я сд, 101-я тд и 45-я кд) имела прежнюю задачу — разгромить духовщинскую группировку противника.
- 16-я армия (152-я, 38-я и 108-я сд, 1-я и 18 тд) имела задачу разгромить ярцевскую группировку противника.
- 20-я армия (144-я, 73-я, 229-я, 153-я, 161-я и 129-я сд) должна была обойти Смоленск с юга.

Одновременно войска Резервного фронта 30 августа начали операцию по разгрому ельнинской группировки противника (смотри Ельнинская операция).
Однако наступательный порыв советских войск иссякал, к тому же все резервы фронт был вынужден использовать на своём северном фланге, направив их на усиление 22-й и 29-й армий.
По состоянию на 1 сентября 1941 года входила в состав 19-й армии Западного фронта.
5 сентября участвовавшие в наступлении 30-я и 20-я армии получили приказ перейти к обороне.

В первых боях дивизия обеспечила ввод в тыл 45 кд, дивизия прорвала оборону противника и за восемь дней наступления освободила более 150 квадратных километров территории.— письмо
8 сентября 1941 года 244 сд атакой овладела укрепленным узлом сопротивления противника Воскресенск.
10 сентября 1941 года приказ перейти к обороне получили остальные войска Западного фронта.
В ходе операции обе стороны понесли большие потери, однако немецким войскам удалось удержать оборону. Территориальные приобретения советской стороны оказались скромными: 30-я армия освободила Батурино, 16-я армия — ст. Ярцево.
По данным Л. Лопуховского, ориентировочные потери советской 19-й армии с 1 августа по 10 сентября составили около 45 тыс. человек, потери противостоящего ей 8-го армейского корпуса вермахта — около 7 тыс. человек (плюс потери участвовавших в контратаках 14-й мотодивизии — 2250 человек, 7-й танковой дивизии — ещё около 1 тыс. человек; всего более 10 тыс., соотношение 4,4 : 1 в пользу противника).
11 сентября командующему 19-й армией И. С. Коневу было присвоено звание генерал-полковника, 12 сентября он был назначен командующим Западным фронтом (маршал С. К. Тимошенко получил назначение на должность главнокомандующего Юго-Западным направлением).

### На оборонительном рубеже
11 сентября 1941 года дивизия получила Боевой приказ командующего войсками 19-й армии № 055 на оборону занимаемого рубежа:

…4. 244 сд прочно оборонять занимаемую полосу. Не допустить прорыва пр-ка в направлениях:

а) Воскресенск, Красница; б) Шахлово, Занино.

Граница слева: Дедова, Устье. Борники, (иск.) Клипики…— 
Согласно плану оборонительной операции Западного фронта от 20 сентября 1941 года
дивизия входила в состав 19-й армии Западного фронта.
По состоянию на 1 октября 1941 года входила в состав 19-й армии Западного фронта.

### Вяземская оборонительная операция

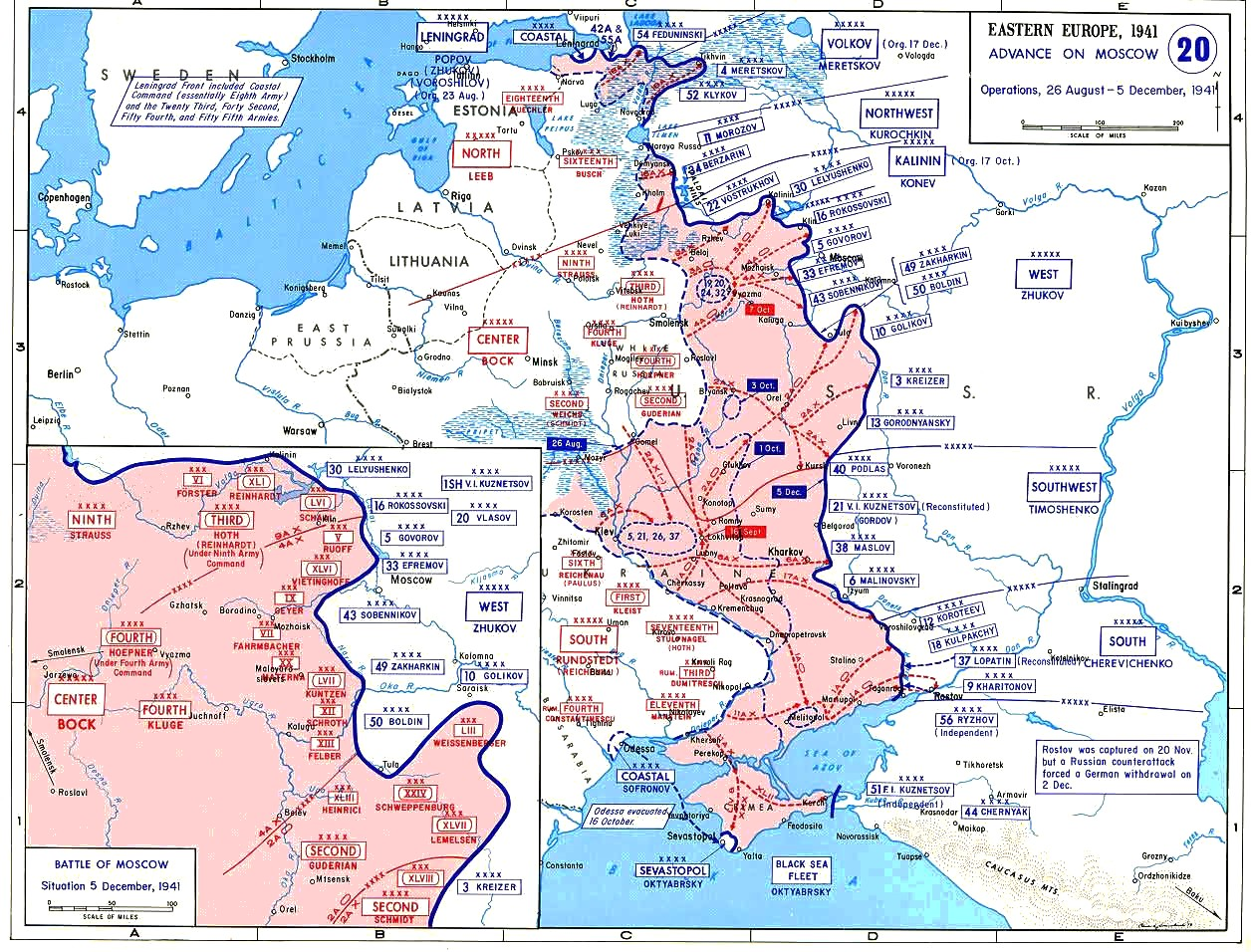
Операция «Тайфун»

Немецкое командование, планируя наступление против войск Западного фронта в рамках операции «Тайфун», предполагало нанесением сильных ударов из районов Духовщины и Рославля в общем направлении на Вязьму прорвать оборону советских войск, окружить и уничтожить их в районе Вязьмы, затем развить наступление на Москву. Для достижения данной цели были задействованы основные силы группы армий «Центр».
Сосредоточенная в районе Духовщины 9-я армия с подчинённой ей 3-й танковой группой имела задачу выйти на рубеж Вязьма, Ржев, охватывая Вязьму с севера и востока.
К началу операции противник ввёл в заблуждение командование советских фронтов относительно направления главных ударов и, произведя перегруппировку, создал численное превосходство на избранных направлениях, в том числе на Духовщинском: в людях — в 3 раза, в танках — в 1,7, в орудиях и миномётах — в 3,8 раза.
Основные усилия в обороне Западный фронт сосредоточивал вдоль автострады Смоленск, Ярцево, Вязьма. Так, в 19-й армии на 1 октября 1941 года севернее шоссе в полосе шириной 29 км оборонялись четыре дивизии — три (91-я, 89-я и 50-я стрелковые дивизии) в первом эшелоне и одна (166-я сд) — во втором эшелоне. А её правофланговая 244-я стрелковая дивизия занимала полосу обороны в 13 км (схема
18).
В 244-й стрелковой дивизии 19-й армии было 49 орудий (с учётом полковой артиллерии), в том числе: 45-мм — 18, 76-мм — 23, гаубиц 122-мм — 8. Было установлено 700 метров проволочного забора и 550 мин. Оставшиеся 627 противотанковых мин предполагалось использовать в ходе боя на вероятных направлениях движения вражеских танков.
В соседней 162-й стрелковой дивизии ощущался острый недостаток артиллерийского и стрелкового вооружения, инженерных средств. По состоянию на 20 сентября 1941 года насчитывалось пулемётов станковых — 32, ручных — 39, зенитных — 3, орудий 28, в том числе: 45-мм −12, 76-мм — 8, гаубиц 1 22-мм — 8, ПТР — 9. Не хватало даже бутылок с зажигательной жидкостью «КС». Стык с этой дивизией по плану должен был прикрываться огнём пяти артиллерийских дивизионов 30-й армии.
Севернее Духовщины разведка одной из дивизий 19-й армии Западного фронта установила, что в тылу противника ведутся усиленные работы по ремонту полевых дорог в северо-восточном направлении, включая устройство гатей через заболоченные участки местности с привлечением местного населения.
На участке прорыва шириной до 16 км против 162-й стрелковой дивизии и примыкающих к ней справа и слева частей 242-й сд 30-й армии и 244-й сд 19-й армии(всего менее двух дивизий) противник сосредоточил восемь дивизий.
244-я дивизия оказалась на направлении главного удара 3-й танковой группы Гота.

2 октября 1941 года в 5 часов 30 минут утра началась мощная, 45-минутная артиллерийская подготовка по всему фронту девятой армии вермахта.
Танковую атаку поддерживали пикирующие бомбардировщики 8-го авиационного корпуса люфтваффе.
После артиллерийской и авиационной подготовки и под прикрытием дымовой завесы противник начал атаки против войск Западного фронта.
Для обхода довольно плотного боевого порядка 162-й сд немцы воспользовались слабой обороной на участке соседа слева — 911-го сп 244-й сд.
В полосе 19-й армии удар наибольшей силы пришёлся по частям 244-й стрелковой дивизии, занимавшей оборону на стыке с 30-й армией. На 244-ю стрелковую дивизию вели наступление 35-я и 5-я и 106-я пехотные дивизии 5-го армейского корпуса. Этот корпус прикрывал правый фланг наступающего на Вязьму 56-го моторизованного корпуса. Сдерживая наступление значительных сил танков и пехоты, дивизия, поддержанная артиллерийскими и миномётными частями, стойко держалась всю первую половину дня. К 15.00 дивизия отошла на рубеж Гунино — Шатуны — Борники.
Особенно ожесточённые бои шли на её левом фланге, на стыке с 89-й стрелковой дивизией. На участке Балашева, Маковье противник атаковал силами до двух полков при поддержке танков. Вклинившись в оборону советских войск, они вышли к реке Вопь (до полутора пех. дивизий ?), где были развернуты главные силы 91-й дивизии. В результате 244-я стрелковая дивизия оказалась обойдённой с флангов, а её боевые порядки рассечёнными.
К 17 часам 2 октября 244-я и 89-я стрелковые дивизии 19-я армии были вынуждены оставить главную полосу своей обороны.
244-й стрелковой дивизией до 3 октября 1941 года командовал генерал-майор Николай Тимофеевич Щербаков. Но был в этот день отстранён по решению Военного совета 19-й армии «за неспособность управлять войсками в условиях отступления». С 3 октября дивизией командовал полковник Красноштанов.
На утро 3 октября 244-я дивизия имела 500 штыков. (Переговоры Лукина с Псурцевым, 3 октября 1941 г., фонд 208, опись 2511, микрофильм 3114).
В течение всего дня 3 октября остатки частей 244-я стрелковой дивизии совместно с 45-й кавдивизией на рубеже Терехово — Никитино сдерживали наступление противника, форсировавшего реку Вопь в полосе обороны 244-й и 91-й стрелковых дивизий.
«ПЕРЕГОВОРЫ ЛУКИНА с МАЛАНДИНЫМ. 15:00 03.10.41.
Противник больше полка с небольшим количеством танков сбил части 244 СД с реки Вотря, причем все пункты на западном берегу р. Вопь до Чибисово включительно, начиная с севера, заняты были противником, прорвавшихся от Хоменко [30-я Армия].
Части дивизии с особым отрядом Штарма ведут бой на рубеже вост. берег реки Вопь, Ветлица, Староселье, лес вост. Жуково, Симонова»…
«Но враг продолжал наращивать силы. Ему удалось отрезать 913-й полк [244 СД] от главных сил. На выручку ему пришёл командир соседнего, 907-го полка [244 СД] полковник Усанов. Он собрал все огневые средства (а было у него всего двенадцать орудий), все, что осталось от поредевшей пулемётной роты, личный состав штаба полка, комендантский взвод. Артиллеристы обрушили на врага огонь прямой наводкой. Когда кончились снаряды, Усанов поднял бойцов в штыковую атаку. Кольцо было прорвано, и 913-й полк соединился с главными силами, но в этом бою полковник Усанов погиб. При выходе из окружения погиб и командир 913-го полка полковник Русецкий».
К 14.00 4 октября 244 стрелковая дивизия и 45 кавдивизия ведут бои в районе лес севернее Гута (4 км сев. Б. Бердяево), Кобелево (3 км сев. Б. Бердяево), Крамаренко, Дворы (1 км вост. Брюхачи).
5 октября 1941 года полковник Красноштанов был ранен в районе города Вязьма.
В течение 6-7 октября соединения 19-й армии в соответствии с приказом командующего Западным фронтом, сдерживая противника на отдельных рубежах, совершали последовательный отвод войск на рубеж реки Днепр.
В это время противник двумя группировками севернее и южнее Ярцево продолжал наступать на Вязьму, охватывая 19, 20, 24, 32-ю армии и группу генерала Болдина. К утру 7 октября кольцо окружения замкнулось восточнее Вязьмы.
8 октября соединения и части 19-й армии и группы Болдина вели подготовку к прорыву окружения.
До 11 октября окружённые войска предпринимали попытки прорваться, только 12 октября удалось на короткое время пробить брешь, которая вскоре была вновь закрыта. Всего под Вязьмой и Брянском в плен попало более 688 тыс. советских солдат и офицеров, из окружения удалось выйти лишь около 85 тыс..
244-я стрелковая дивизия прекратила существование к 20 октября 1941 года в Вяземском котле.
Командир дивизии полковник Красноштанов вышел из окружения.

### В немецком тылу
В немецком тылу, в Оленинском районе и в районе посёлка Оленино активно действовал партизанский отряд им. Александра Невского (командир В. И. Попов, отряд состоял из воинов 907-го стрелкового полка 244-й дивизии 19-й армии, вышедших из окружения). В 1941 году группа партизан под командованием П. Н. Соболева обстреляла колонну немцев и захватила двухмоторный самолёт. Партизаны сняли с него пулемёты и рацию, а самолёт уничтожили. 24 января 1942 года по заданию командования 178-й стрелковой дивизии две группы отряда заняли оборону в населённых пунктах Гришино, Высокое и держали её в течение четырёх дней.

## Командный состав
- командиры дивизии:
  - Щербаков, Николай Тимофеевич (~ до 3.10.1941), полковник, с 15.07.1941 генерал-майор, отстранён по решению Военного совета 19-й армии (неспособность управлять войсками в условиях отступления)
  - Красноштанов Иван Данилович (~ c 3.10.1941), полковник

## В составе Действующей Армии
20.7.41 — 27.12.41

## Боевой и численный состав
- 907-й стрелковый полк — командир полка — подполковник Усанов Михаил Яковлевич, (~ до 02.10.1941), погиб в бою при прорыве окружения
- 911-й стрелковый полк — начальник штаба полка — капитан Александр Никифорович Десятников.
- 913-й стрелковый полк — командир полка — Русецкий (~ до 02.10.1941), полковник, погиб при выходе из окружения
- 776-й артиллерийский полк
- 304-й отдельный истребительно-противотанковый дивизион
- 523-й отдельный зенитный артиллерийский дивизион
- 325-я разведывательная рота
- 414-й сапёрный батальон — командир батальона — майор А. Тирский.
- 666-й отдельный батальон связи
- 264-й медико-санитарный батальон
- 245-я отдельная рота химзащиты
- 467-й автотранспортный батальон
- 283-я полевая хлебопекарня
- 809-я полевая почтовая станция
- 711-я полевая касса Госбанка
- 818 стрелковый полк

## Подчинение
| Период подчинения       | Армия      | Фронт                       |
| ----------------------- | ---------- | --------------------------- |
| 20.07.1941 — 29.07.1941 | 31-я армия | Группа армий резерва Ставки |
| 29.07.1941 — 16.08.1941 | 31-я армия | Резервный фронт             |
| 16.08.1941 — 22.08.1941 | 30-я армия |                             |
| 22.08.1941 — 20.10.1941 | 19-я армия | Западный фронт              |

244-я дивизия, как и некоторые другие стрелковые дивизии первого формирования вообще не имеют в архиве собственного фонда. Это вызвано тем, что, оказавшись в окружении под Вязьмой в октябре 1941 года, штабы этих и других соединений вынуждены были уничтожить или надёжно спрятать свои документы, чтобы они не достались врагу.

## Перечень карт
1. Карта обороны на 2 октября 1941 года.
2. Карта боёв под Вязьмой.